# Cassadaga (album)
Pour les articles homonymes, voir Cassadaga.
Albums de Bright Eyes
Motion Sickness
(2006) The People's Key
(2011)
Cassadaga est un album de Bright Eyes, sorti le 10 avril 2007. 
Four Winds est présente sur l'EP du même nom, sorti un mois avant Cassadaga. Le single qui a suivi l'album contient Hot Knives et If The Brakeman Turns My Way.

## Liste des titres
Toutes les chansons ont été écrites par Conor Oberst, exceptées If The Brakeman Turns My Way (Conor Oberst / Jason Boesel) et Coat Check Dream Song (Conor Oberst / Nate Walcott).
1. Clairaudients (Kill or Be Killed) – 6:08
2. Four Winds – 4:16
3. If the Brakeman Turns My Way – 4:53
4. Hot Knives – 4:13
5. Make a Plan to Love Me – 4:14
6. Soul Singer in a Session Band – 4:14
7. Classic Cars – 4:19
8. Middleman – 4:49
9. Cleanse Song – 3:28
10. No One Would Riot for Less – 5:12
11. Coat Check Dream Song – 4:10
12. I Must Belong Somewhere – 6:19
13. Lime Tree – 5:53